# Tatorinia fumipennis
Tatorinia fumipennis is een vlinder uit de familie spinneruilen (Erebidae). De wetenschappelijke naam is voor het eerst geldig gepubliceerd in 1874 door Felder & Rogenhofer.
De soort komt voor in tropisch Afrika.